# Ексалбуминско семе
Ексалбуминско семе је семе код кога у пуној зрелости нема ендосперма него су хранљиве материје из ендосперма, током зрења семена, пребачене у котиледоне који су јако задебљали. Ексалбуминско семе среће се искључиво код неких дикотила (храстова, дивљег и питомог кестена, ораха, јавора, букве, ораха...) 